# Cruz kommun
Cruz är en kommun i Brasilien.   Den ligger i delstaten Ceará, i den östra delen av landet, 1 700 km nordost om huvudstaden Brasília. Antalet invånare är 22 480.
Följande samhällen finns i Cruz:
- Cruz

Omgivningarna runt Cruz är huvudsakligen savann. Runt Cruz är det ganska tätbefolkat, med 70 invånare per kvadratkilometer.